# James Rodwell
James Rodwell (Wendover, 23 de agosto de 1984) é um jogador de rugby sevens britânico, medalhista olímpico

## Carreira
Rodwell integrou o elenco da Seleção Britânica de Rugbi de Sevens, nos Jogos Olímpicos Rio 2016, conquistando a medalha de prata.